# 大槻真一郎
大槻 真一郎（おおつき しんいちろう、1926年6月21日 - 2016年1月1日）は、日本の科学史家。明治薬科大学名誉教授。

## 略歴
京都府生まれ。京都大学大学院博士課程（古代ギリシア哲学専攻）満期退学。明治薬科大学教授、1997年定年、名誉教授。古代ギリシアから中世錬金術、近代科学までを研究する。2016年1月1日、満89歳死去。

## 著書
- 『医学・薬学ラテン語』（三修社） 1960
- 『科学用語語源辞典 独-日-英 ラテン語篇』（同学社） 1979
- 『ディオスコリデス研究』（エンタプライズ） 1983
- 『新錬金術入門』（ガイアブックス） 2008

### 共編著
- 『医学基本用語辞典』（加納六郎, 稲垣秀雄共編、同学社基本用語辞典シリーズ） 1967
- 『化学基本用語辞典』（富松祥郎, 大西憲昇共編、同学社基本用語辞典シリーズ） 1967
- 『独-日-英科学用語語源辞典 ギリシア語篇』（編著、同学社） 1975
- 『記号・図説錬金術事典』（編著、同学社） 1996
- 『ハーブ学名語源事典』（東京堂出版） 2009

## 翻訳
- 『錬金術師 近代化学の創設者たち』（F・シャーウッド・テイラー、平田寛共訳、人文書院） 1978
- 『奇蹟の医書 五つの病因について』（パラケルスス、工作舎） 1980
- 『ヒポクラテス全集』全3巻（編集・翻訳責任、エンタプライズ） 1985 - 1988
- 『宇宙の神秘』（ヨハネス・ケプラー、岸本良彦共訳、工作舎） 1986
- 『テオフラストス植物誌』（月川和雄共訳、八坂書房） 1988
- 『プリニウス博物誌』（責任編集、岸本良彦, 加藤直克, 小林晶子, 土屋睦廣, 和田義浩訳、八坂書房） 1994
- 『英国ハーブ療法ハンドブック』（ペネラピ・オディ、日本語版監修、Medic Media） 2001
- 『ホメオパシー大百科事典 専門的治療だけでなく家庭で対処できる軽い病気に使うレメディーと副作用のない治療法の決定版 Natural care』（アンドルー・ロッキー、日本語版監修、産調出版） 2002
- 『奇蹟の医の糧 医学の四つの基礎「哲学・天文学・錬金術・医師倫理」の構想』（パラケルスス、澤元亙共訳・注釈、工作舎） 2004
- 『フローラ』（トニー・ロードほか、索引用語監修、井口智子翻訳責任、産調出版） 2005

## 論文
- CiNii>大槻真一郎

## 参考
- プリニウス博物誌 植物篇 （新装版）